# Kalsoy
Kalsoy este o insula situata în nord-estul Insulelor Feroe între Eysturoy si Kunoy. Pe insulă se găsesc localitățile  Húsar, Mikladalur, Syðradalur și Trøllanes, a căror populație nu depășește 150 locuitori. În extremitatea nordică a insulei (capul Kallur) este amplasat un far maritim.
Pe Kalsoy se găsesc un număr de 13 înălțimi. Principalele înălțimi de pe insulă sunt:
- Nestindar (alt. 787 m)
- Botnstindur (alt. 743 m)